# Sprinx Systems
	Sprinx Systems,  a.s. je softwarová společnost, která je na trhu od roku 1996. Specializuje se na vývoj, prodej, implementaci a správu obchodních systémů, vývoj webových řešení, specializované aplikace. Poskytuje služby v oblasti hostingu a správy aplikací a je dodavatelem produktů High Performance Computing. Jejím cílem je zákazníkovi poskytnout komplexní a vzájemně integrovaná technologická řešení, která jsou potřebná pro úspěch na poli digitální ekonomiky. Sprinx také dodává IT software do farmaceutického průmyslu a produktů HPC (High Performance Computingu). Například pro Ústav fyziky atmosféry Akademie věd České republiky postavila superpočítač Amálka.
Produkty Sprinx Systems využívá řada zákazníků jak v České republice, tak v zahraničí.
Společnost vydává magazín THE DOERS určený pro manažery středních a větších firem.[zdroj?]
Od roku 2007 má Sprinx Systems svou dceřinou společnost v USA, která se zabývá především prodejem Sprinx CRM. Od roku 2012 má společnost Sprinx Systems svou dceřinou společnost na Slovensku. Ta se zabývá primárně prodejem software pro farmaceutické společnosti.[zdroj?]
Mezi dceřiné společnosti patří firmy SPRINX s.r.o., Sprinx Consulting s.r.o., PharmSys s.r.o. (od roku 2010), Converging Network Solutions s.r.o. (od roku 2011) a Sprinx BPO s.r.o., dále společnost vlastní podíly ve firmách FRAVEBOT s.r.o. a Novicom, s.r.o. [zdroj?]